# Humpen

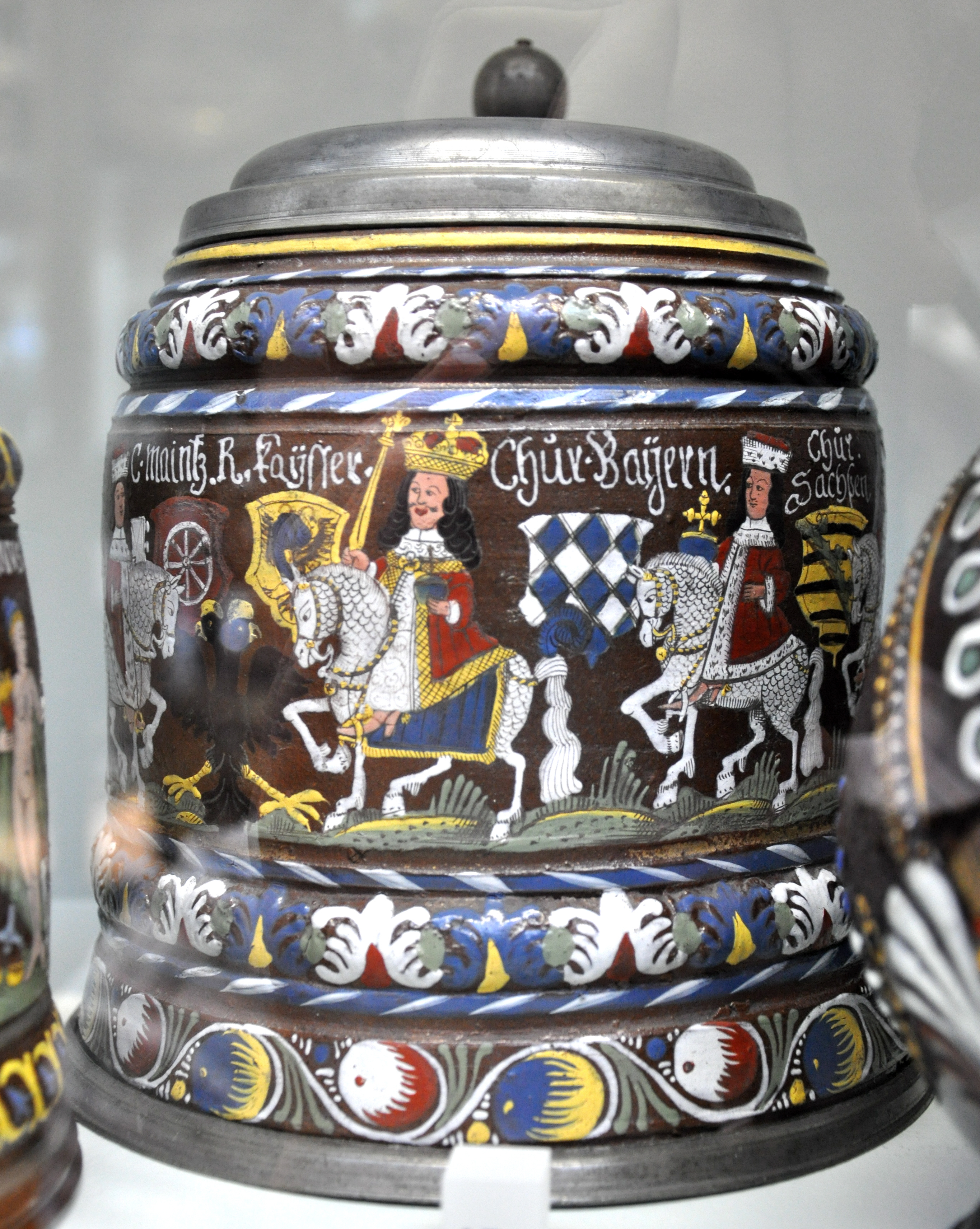
Kurfürstenhumpen im Victoria and Albert Museum (1696)

Ein Humpen – auch Bierkrug, Bierseidel, Krügel – ist ein deckelloses oder mit einem Klappdeckel versehenes Trinkgefäß, das seinen Ursprung im 16. Jahrhundert im deutschen Sprachraum hat. Weitere Bezeichnungen sind „Bierbembel“ oder „Steinkrug“; für historische Keramiken (vor allem aus Fayence) auch „Walzenkrug“. Eine spezielle Ausführung ist die überwiegend im 16. und 17. Jahrhundert produzierte Schnelle. Regional bestehen die Ausdrücke „Halber“ (auch in Norddeutschland) und „Henkel“ (mitunter in Berlin). Das wichtigste Formmerkmal ist der zylindrische oder konische, allenfalls leicht gebauchte Körper, zumeist mit Henkel, häufig mit Scharnierdeckel, Daumenruhe (Daumenrast, Deckelheber) und abgesetztem Fußring. Der Humpen wurde und wird überwiegend aus Glas oder Steinzeug, aber auch aus Silber, Zinn, Steingut, Fayence, Porzellan und anderen Materialien hergestellt. Humpen sind oft mit einem Relief versehen oder mit Aufschriften, zeichenhaften oder szenischen Darstellungen bedruckt oder bemalt. Aus ihnen wird vorzugsweise Bier getrunken. Es gibt Humpen, die bis zu fünf Litern Inhalt fassen. Der Humpen (englisch stein) gilt in Übersee als „typisch deutscher“ Repräsentations- und Gebrauchsgegenstand.

## Geschichte

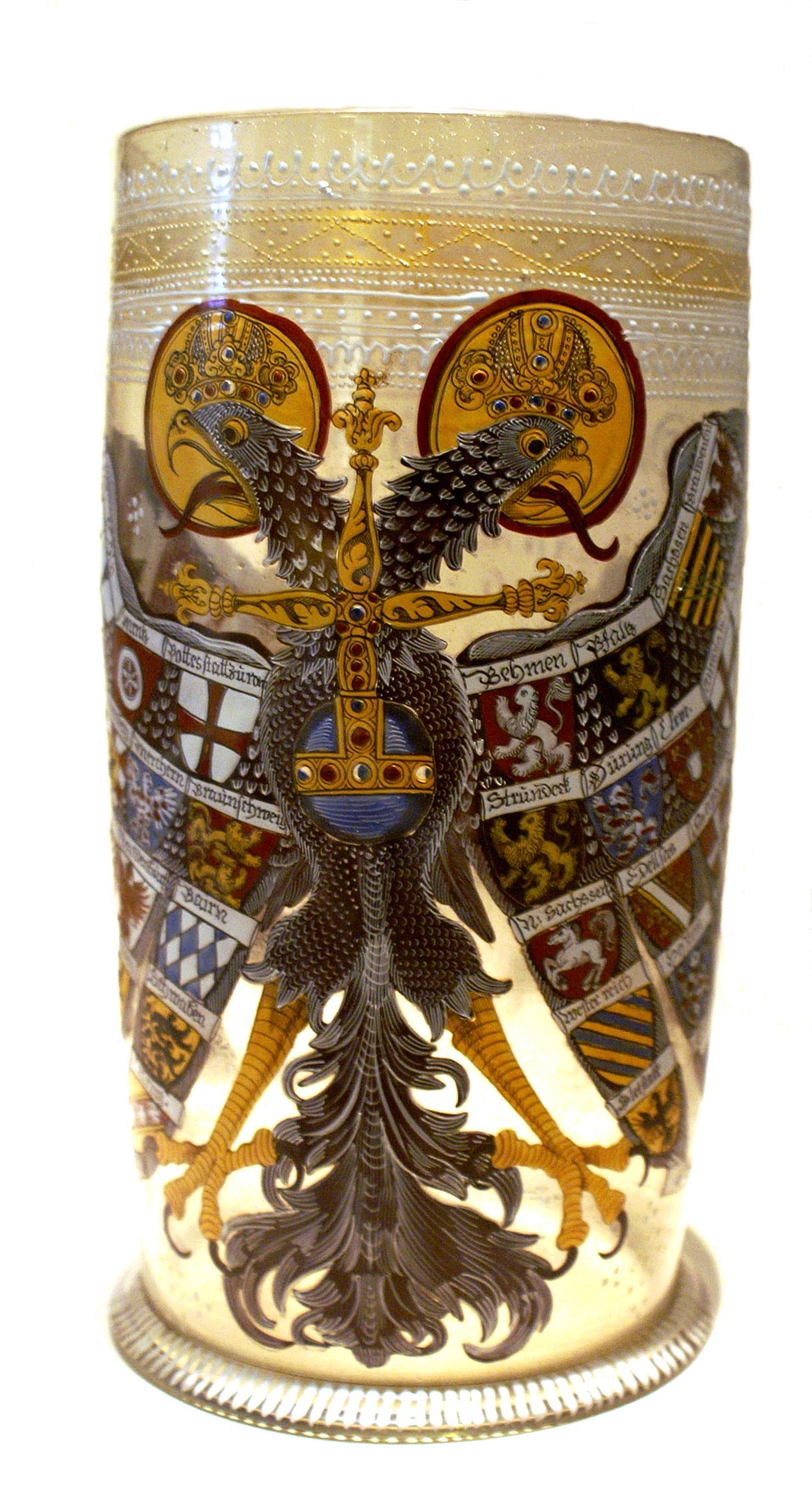
Reichsadlerhumpen, Glas mit Emailmalerei (17. Jh.)

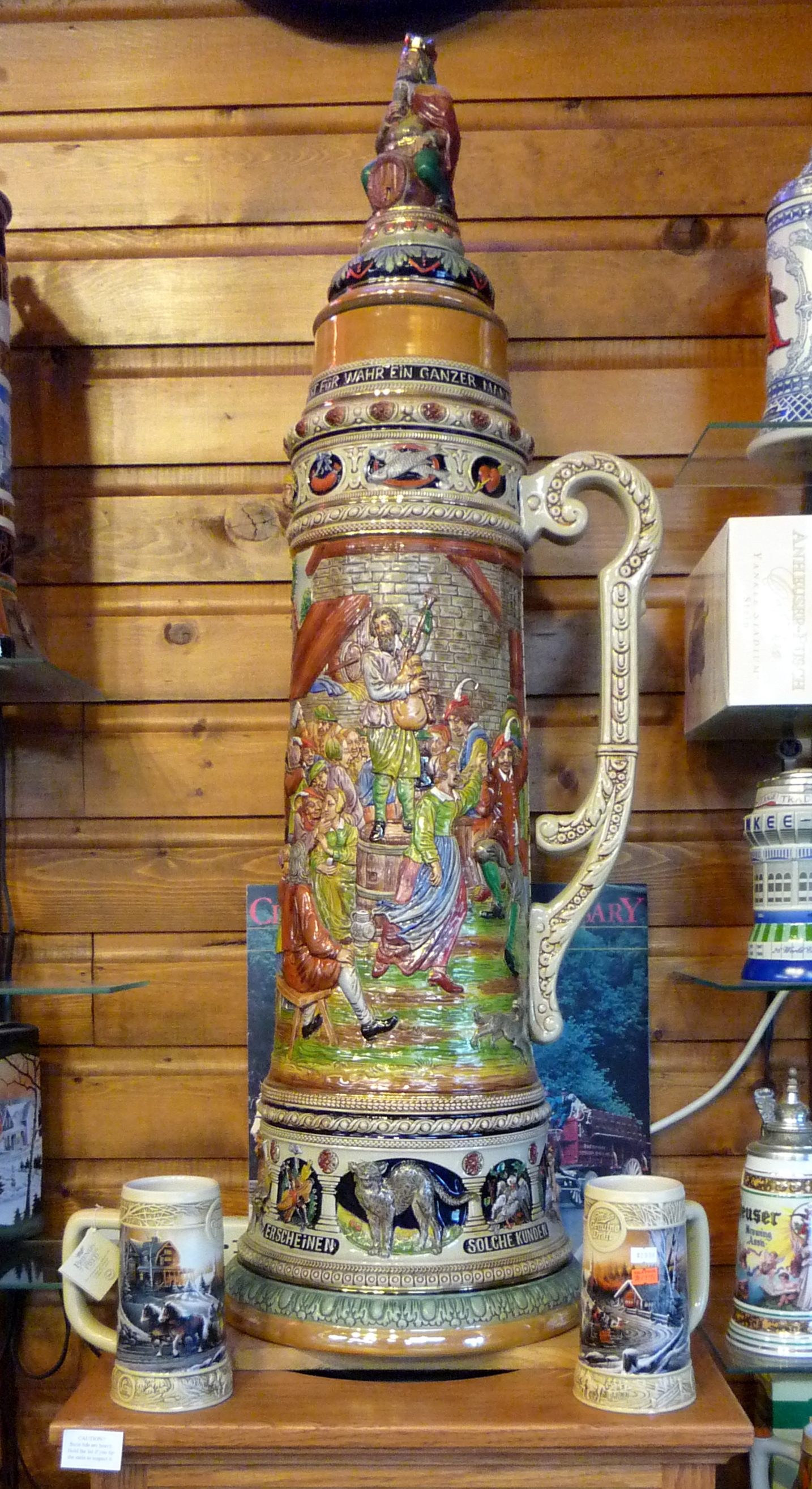
Riesenhumpen (1900)

Der Humpen als zylindrischer Trinkkrug mit Henkel, Daumenheber und Klappdeckel entstand in der Renaissance. Fast gleichzeitig trat er erstmals in den hanseatischen Küstenstädten des Nordens und in den bürgerlichen Kulturzentren Süddeutschlands um die Mitte des 16. Jahrhunderts auf. Wo Bier getrunken wurde, im Bürgertum eher als bei Hofe und in Deutschland mehr als in den romanischen Ländern, entwickelte sich dieser Formtyp und setzte sich durch. Aus Irdenware, Steingut oder Glas gehört er seitdem zum Gebrauchsgeschirr. Es gibt zudem unterschiedliche Entwicklungen und Sonderformen im Bereich des Kunsthandwerks.

### Humpen in der Geschichte des Kunsthandwerks
Neben diesen aufgeführten Materialien wird vorzugsweise für kunsthandwerkliche Produkte Porzellan genutzt, das manchmal mit durchscheinenden Lithophanien in Boden oder Deckel ausgestaltet ist. In geringem Umfang werden auch seltene Werkstoffe wie Elfenbein, Zöblitzer Serpentin oder Bernstein verarbeitet.

#### Silber
Unter den für fürstliche Kunstkammern geschaffenen Prachtgefäßen sind Humpen kaum vertreten – ein für die Entstehungsgeschichte dieses Gefäßtyps bemerkenswerter Fakt. Die wenigen erhaltenen norddeutschen Deckelkrüge des 16. Jahrhunderts sind schlank und hoch. Im 17. Jahrhundert werden sie breiter und kräftiger proportioniert. In den skandinavischen Ländern und dem Baltikum wurde der silberne Humpen bis ins 18. Jahrhundert geschätzt und bildete mit seinen umrankten Kugelfüßen und kräftigen Henkelansätzen eine Sonderform mit hohem Wiedererkennungswert aus. In der angewandten Kunst des Klassizismus war die „unantikische“ Krugform wenig geachtet, erst mit der Wiederentdeckung deutsch-bürgerlicher Ideale in der Neorenaissance des späten 19. Jahrhunderts wird seine Form gelegentlich für silberne oder versilberte Ehrengaben und Sportpreise gewählt. Die historische Bezeichnung in England, wo es eine bedeutende Tradition silberner, leicht konisch geformter Humpen gibt, ist tankard.

#### Zinn
Zahllose schlichte, aber auch mit Gravuren geschmückte Humpen aus Zinn haben sich aus allen Epochen der Neuzeit erhalten. Im Trinkgeschirr der Zünfte, das vorzugsweise aus Zinn bestand, gibt es zwar zylindrische Trinkkrüge, sie besitzen aber nicht die Bedeutung wie Willkomme oder Schleifkannen und haben auch nicht deren handwerkstypische Sonderformen ausgebildet.

#### Steinzeug
Am häufigsten und vielfältigsten spielt der Krug eine Rolle in der Keramikgeschichte. Im Spätmittelalter sind die Krugformen noch durchweg bauchig. Bei der hohen Schnelle aus Steinzeug (die allerdings wegen ihrer extrem steilen Proportion meist nicht zu den Humpen gerechnet wird) ist die Wandung schon gerade. Eine verkleinerte Sonderform im Rheinland ist die henkelbechergroße Pinte. Die klassischen Humpenformen und -proportionen weisen im 17. Jahrhundert die dunkelglasierten Krüge aus Creußen mit ihren farbigen Reliefs und die blau dekorierten Krüge aus dem grauen Steinzeugton des Westerwaldes auf. Aus anderen Töpferzentren (wie Duingen) sind frühe Steinzeughumpen ebenfalls bekannt.

#### Fayence

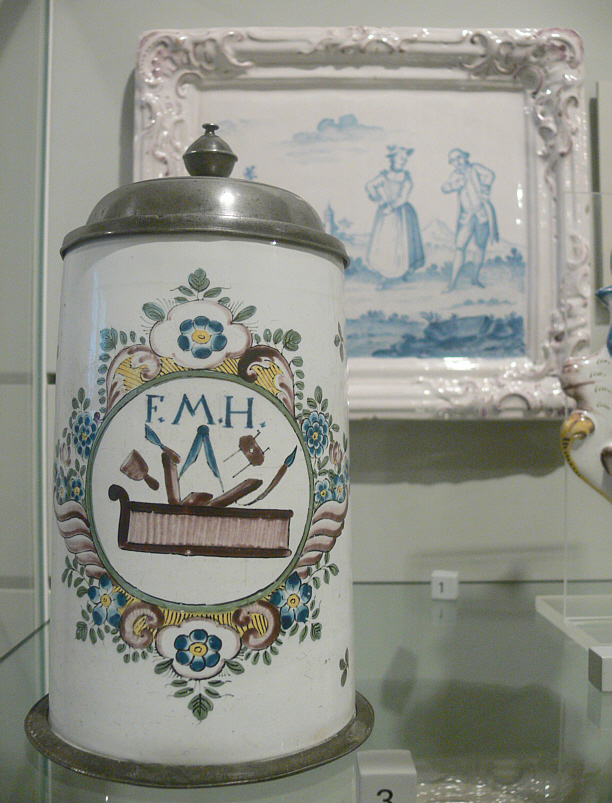
Walzenkrug eines Tischlers, Fayence aus Schrezheim, um 1800.

Fayence-Manufakturen wurden in Deutschland seit der zweiten Hälfte des 17. Jahrhunderts gegründet, doch setzt erst später eine nennenswerte Produktion von „Walzenkrügen“ (wie Humpen aus Fayence in der Fachsprache bevorzugt genannt werden) ein. Den norddeutschen Raum versorgte zwischen der Mitte des 18. und der Mitte des 19. Jahrhunderts vor allem die Fayence-Manufaktur Münden, in nahezu allen anderen Manufakturen standen sie ebenfalls auf dem Lieferprogramm. Die Klappdeckel aus Zinn wurden ihnen meist erst am Ort des Endverkaufs anmontiert.

#### Steinzeug

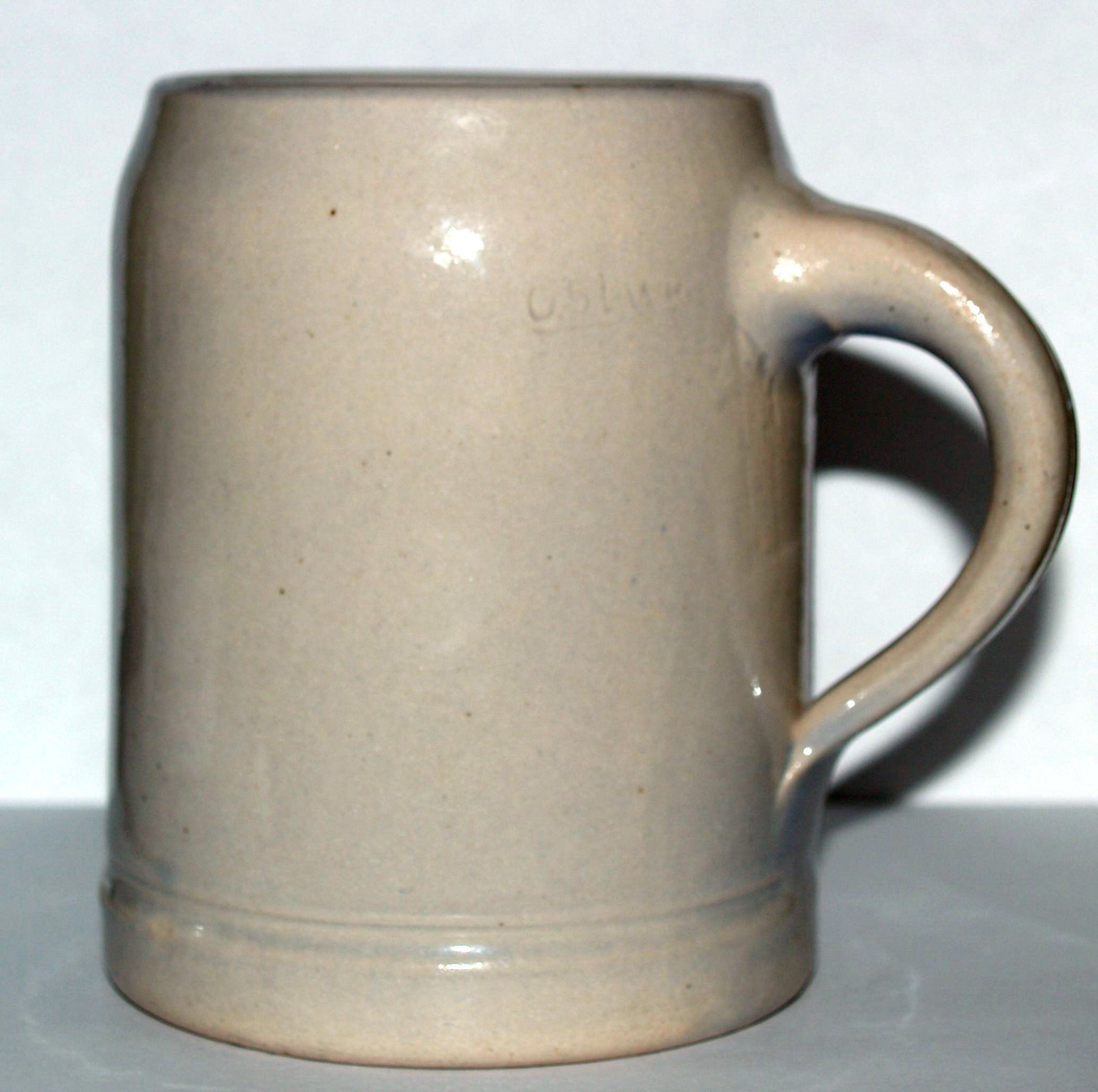
Keferloher Halbliterhumpen

In der zweiten Hälfte des 19. Jahrhunderts ist Steinzeug das vorherrschende Material für aufwendig dekorierte Humpen. Besonders häufig waren die Reservistenkrüge, bunt bemalte und bedruckte, individuell beschriftete Erinnerungsstücke entlassener Rekruten an ihre Militärzeit. Ähnliches gilt für die aus verschiedenen keramischen Materialien hergestellten Krüge der studentischen Verbindungen mit ihrem speziellen Brauchtum. Auf dem Weltmarkt führend war die Firma Villeroy & Boch, die Krüge unter dem Markennamen „Mettlach“, dem Ort ihres Stammsitzes, vertrieb.

#### Glas
Eine terminologische und typengeschichtliche Besonderheit fällt bei den gläsernen Humpen auf. Zahlreiche frühe Beispiele, wie die mit Emailfarben bemalten Kurfürsten- und Reichsadlerhumpen sind henkellose Gefäße, die dementsprechend keinen Klappdeckel, sondern abnehmbare gläserne Deckel besaßen. Von (Deckel-)Bechern unterscheiden sie sich nur durch Größe und Volumen. Ihre Blütezeit lag etwa zwischen 1570 und 1670. Spätere Glashumpen haben Henkel und Klappdeckel aus Silber oder Zinn mit Daumenheber. Ihre geschliffene oder geschnittene Dekoration bezieht sich oft individuell auf den ursprünglichen Besitzer. Auch für die Glasgeschichte gilt: Mit dem Klassizismus verschwindet der Humpen als bürgerliches Repräsentationsstück, um am Ende des 19. Jahrhunderts erneut sowohl als Vitrinenobjekt wie als Gebrauchsgefäß zurückzukehren.
Schon um die Zeit zwischen dem 16. und 17. Jahrhundert waren im Fichtelgebirge angefertigte Humpen, Trinkgläser und Flaschen gesucht. In bunten Emailfarben trugen sie Wappen (besonders das deutsche Reichswappen), Kaiser und Kurfürsten, Apostel, Jagdszenen, bürgerliche Figuren, Handwerksembleme und anderes. Viele Gläser trugen den Ochsenkopf (Fichtelgebirge) als Markenzeichen.

## Sammlerkrüge
Moderne, für den Sammlermarkt hergestellte Krüge tragen bevorzugt im bayerischen Raum Motive zu örtlichen Sehenswürdigkeiten wie Königssee, Schloss Neuschwanstein oder dem Münchner Rathaus und stehen dann als Reiseandenken zur Verfügung. Eine langjährige Sammler-Tradition hat der 1-Liter-Maßkrug zum Münchner Oktoberfest, der jedes Jahr das aktuelle Plakatmotiv zeigt.

## Hohlmaße
Auf Grund der Nutzung im Restaurant und Biergarten spielen die Gefäße die Rolle von Hohlmaßen.
- In Bayern (sowohl Altbayern als auch Franken) ist ein „Seidel“ oder eine „Halbe“ eine Biermenge von genau einem halben Liter, früher 0,535 l. Das Wort „Seidla“ kommt von lateinisch situla (Eimer). Es kann auch eine Flasche von entsprechendem Inhalt bezeichnen.
- Das „Seidel“ (in dialektaler Umprägung „Seidla“, seit Etablierung des Flaschenbiers auch als „Wegseidla“[9] für den Weg von der Wirtschaft nach Hause) mit Halblitervolumen ist im fränkischen Raum die gängige Einheit des Bierausschanks
- Im Alt-Bayern lautet der Name „die Maß“ (auf Bairisch die „Mass“ mit kurzem „a“, dagegen auf Schwäbisch und in Österreich das „Maß“ mit langem „a“) mit einem Liter Inhalt. Sie wird in Biergärten und auf dem Oktoberfest hauptsächlich in Glaskrügen, manchmal auch noch in Tonkrügen ausgeschenkt (siehe auch: Schoppen). Um dem Schankbetrug vorzubeugen, werden auf Großveranstaltungen allerdings inzwischen vorwiegend Glaskrüge verwendet, da der Gast hier die Füllmenge anhand des Füllstrichs selbst nachkontrollieren kann.
- In Österreich war ein „Seidel“ etwa ein drittel Liter (0,354 l) und ist im ostösterreichischen Sprachgebrauch weiterhin verbreitet (als 0,3 l). In der Regel ist ein Seidel Bier gemeint, es kann sich aber auch auf Weine beziehen (wenn auch in diesem Zusammenhang selten benutzt). Der halbe Liter Bier ist das „Krügerl“ oder die „Halbe“.